# Charlottesville
Charlottesville es una ciudad situada en el condado de Albemarle, Virginia, en los Estados Unidos. Según datos del censo de 2003 su población era de 39.162 habitantes.
El ciudadano más famoso fue Thomas Jefferson, quien creó la Universidad de Virginia y quien se convirtió en el tercer presidente de los Estados Unidos. Su residencia, a las afueras de Charlottesville se llamó Monticello, que en italiano significa «pequeña montaña».

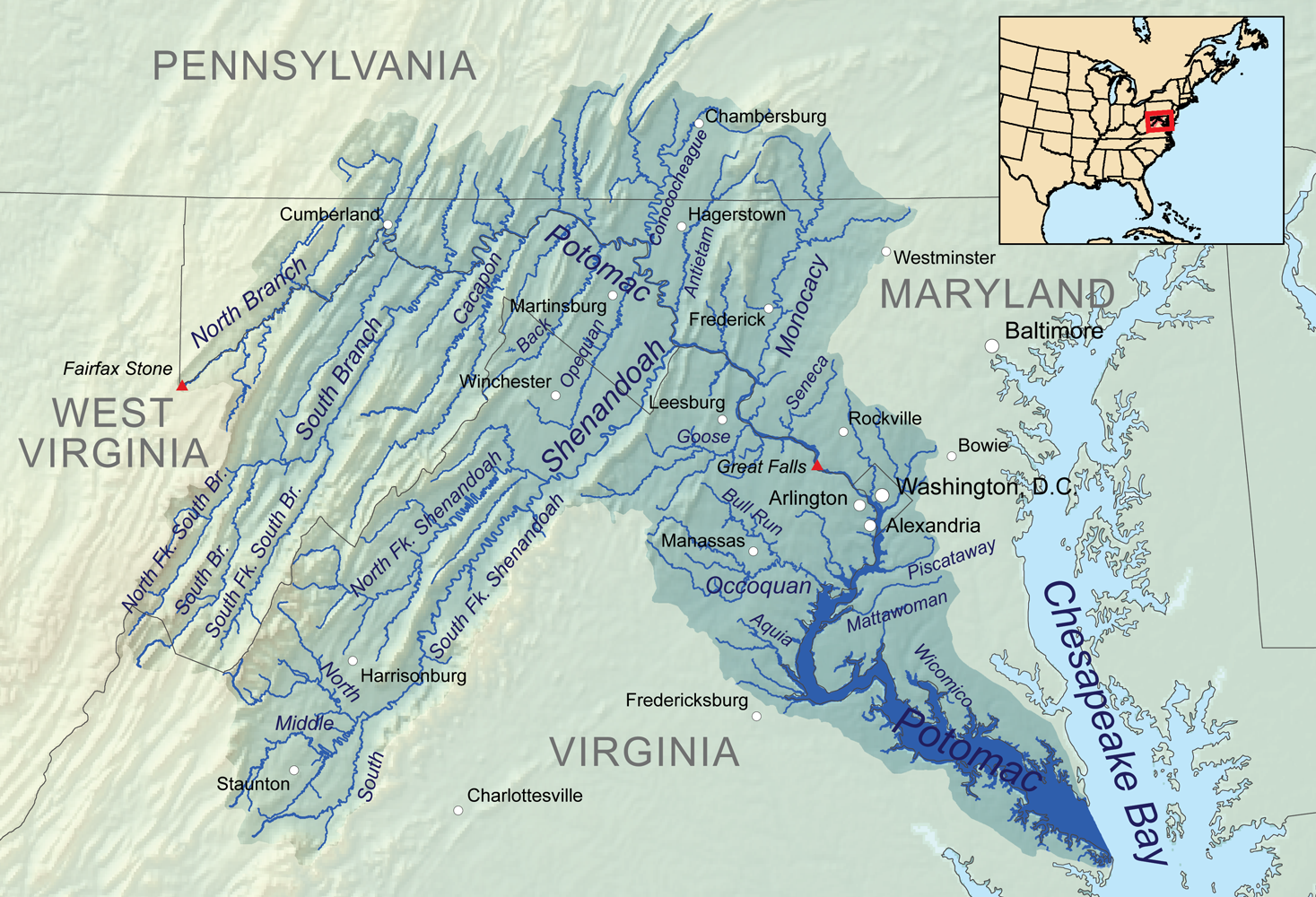
Charlottesville (abajo en el centro) en un mapa del río Potomac

Las Escuelas de la Ciudad de Charlottesville gestionan las escuelas públicas.

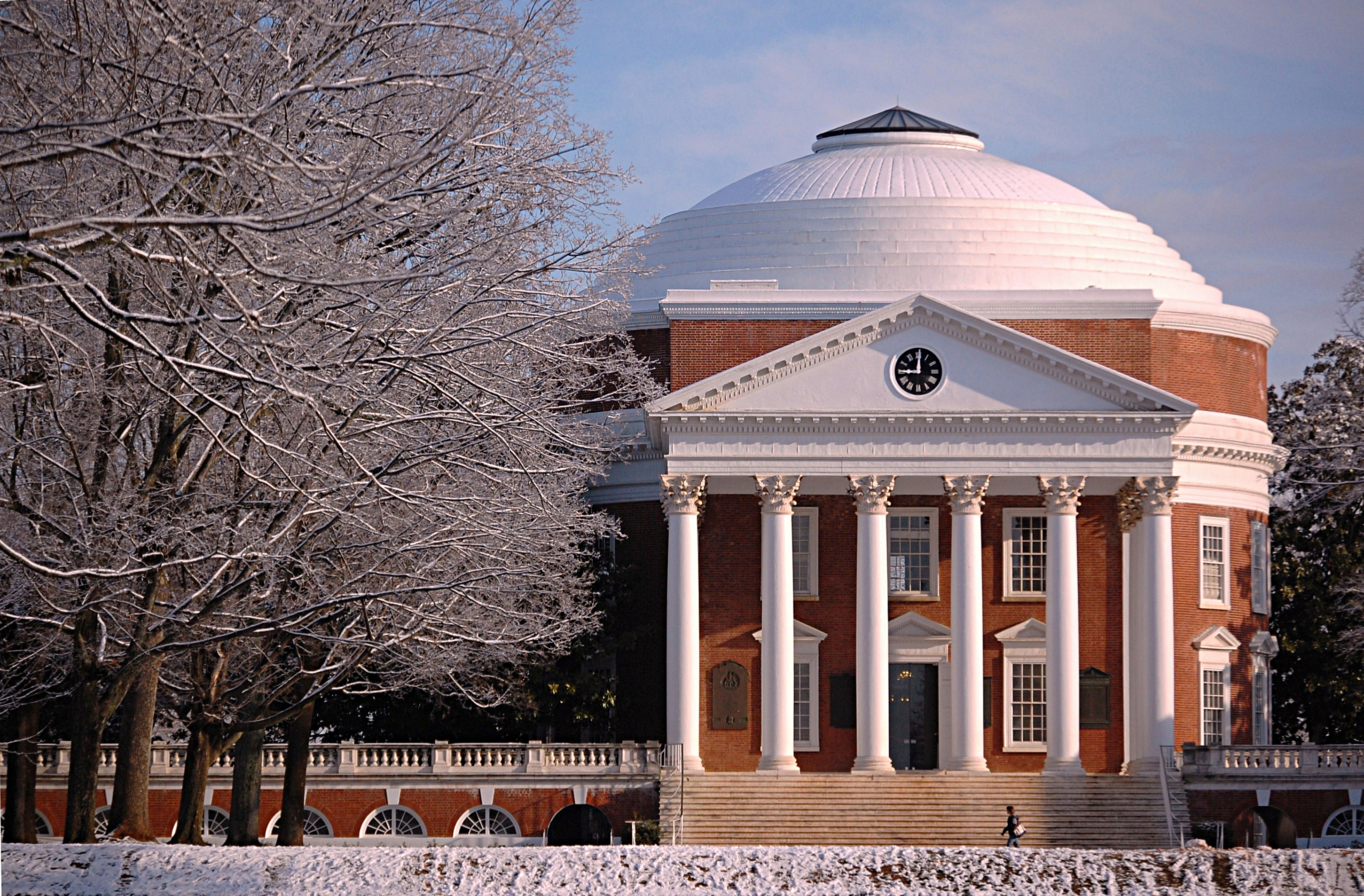
Rotonda de la Universidad de Virginia

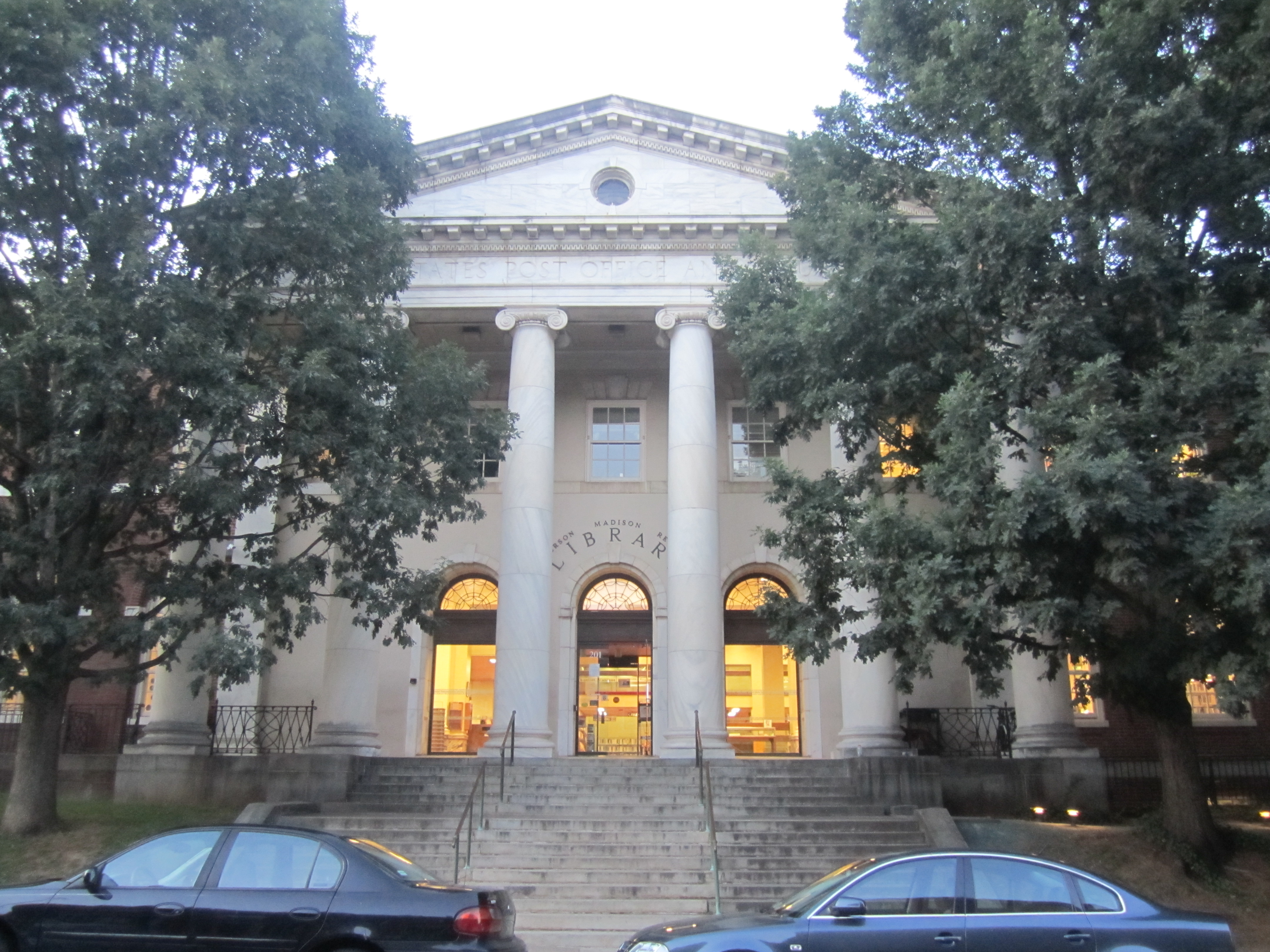
Biblioteca pública de Charlottesville, Virginia